# Cibersocietat

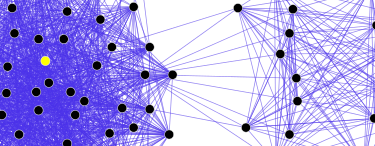
Diagrama d'una xarxa social.

La cibersocietat és un espai on existeixen les comunicacions electròniques, on trobem una estructuració social a partir de la informació virtual. És una necessitat humana, ja sigui pel treball, l'educació, l'oci, les activitats econòmiques i comercials, les activitats quotidianes…Les dues característiques principals són la informació: base de l'economia i nou concepte d'informació i la digitalització: xarxa, globalització, internet.

## Etimologia
Cibersocietat deriva del prefix grec cyber, del qual es forma la cibernètica: l'art de dirigir i manejar sistemes tecnològics complexes i de societat, un grup de persones que es comuniquen entre elles buscant el bé comú.

## Història
El telègraf va ser el primer mitjà de comunicació que va alterar la nostra perspectiva de temps, espais i moviments de la informació. Alguns especialistes consideraven el telègraf com una “hormona social” que va donar peu a l'inici de al velocitat instantània en el moviment de la informació.
És important parlar de l'arribada del telègraf a la nostra societat per poder equiparar-lo a l'adveniment d'Internet. Els dos invents tenen paral·lelismes rellevants. La invenció del telègraf va suposar l'inici de l'era de l'angustia, segons Mc Luhan: l'home havia començat un procés d'exteriorització o prolongació del seu sistema nerviós central.

## Cibersocietat en l'actualitat
Vivim en una societat que ha fet una transformació de les societats informàtiques i de les comunicacions, per arribar a l'actualitat tal com la coneixem avui en dia: les cibersocietats. Les cibersocietats es caracteritzen per un tipus d'organització de la informació horitzontal que suposa un aprofitament múltiple de l'espai virtual i de les possibilitats d'interacció i interconnexió entre els subjectes.Aquesta cibersocietat i cibercultura introdueix un canvi en les formes d'actuar i de percebre allò social: horitzontal, multinteractiva i expansiva.
Ens allunyem d'un esquema vertical per contemplar la idea d'una transformació del món real a través del món virtual.
La cibersocietat constitueix un escenari postmodern on podem visualitzar la fusió de components arquetípics con les últimes manifestacions de la cultura tecnològica, i amb ella neix també la cibercultura.
Així doncs, podem entendre els mitjans de comunicació com prolongacions de l'home. Les avançades tecnologies de la informació i la comunicació que tenim avui en dia, ens porten a una successiva conformació d'ambients culturals.
És a dir, actualment cada nou mitjà de comunicació transforma no només la forma com creem, sinó també com ens comuniquem. Tanmateix, modifica el sistema de mitjans de comunicació en l'ambient cultural vigent.

## Conclusions
Internet és un espai social que denominem ciberespai com fenomen social, una tecnologia determinada, un conjunt de hardware i software que permet l'intercanvi d'informació digital a nivell mundial, els quals constitueixen la cibersocietat.
A la cibersocietat trobem uns grups que comparteixen pràctiques, valors i una visió del món, constituint així comunitats en les que les activitats online constitueixen el centre de la sociabilitat i on aquesta sociabilitat acaba tenint una rellevància molt gran en la identitat global d'un individu.